# Galkinskoje
Galkinskoje (russisch Галкинское) ist ein Dorf im Rajon Kamyschlowski der russischen  Oblast Swerdlowsk.

## Lage
Das Dorf liegt 6 Kilometer (9 Kilometer entlang der Autobahn) nördlich der Stadt Kamyschlow und erstreckt sich 4,5 Kilometer entlang des rechten Ufers des Flusses Kamyschlowka, einem Nebenfluss des Flusses Pyschma. Im nördlichen Teil befindet sich ein Teich, einen Kilometer südlich befindet sich die Mündung des rechten Nebenflusses der Kamyschlowka – des Flusses Gurowka. Am westlichen Rand verläuft die Autobahn Kamyschlow – Irbit.

## Bevölkerung
Im Jahr 1900 zählte das Dorf 1024 Männer und 1094 Frauen, alle waren Bauern und orthodoxe Christen, es gab keine Schismatiker oder Angehörige einer Sekte in der Gemeinde.
| 2002 | 2010  |
| ---- | ----- |
| 890  | ↘ 820 |